# Summitview
Summitview és una concentració de població designada pel cens dels Estats Units a l'estat de Washington. Segons el cens del 2000 tenia 900 habitants.

## Demografia
Segons el cens del 2000, Summitview tenia 900 habitants, 294 habitatges, i 256 famílies. La densitat de població era de 134,7 habitants per km².
Dels 294 habitatges en un 45,9% hi vivien nens de menys de 18 anys, en un 79,3% hi vivien parelles casades, en un 5,4% dones solteres, i en un 12,9% no eren unitats familiars. En el 9,9% dels habitatges hi vivien persones soles el 2,7% de les quals corresponia a persones de 65 anys o més que vivien soles. El nombre mitjà de persones vivint en cada habitatge era de 3,06 i el nombre mitjà de persones que vivien en cada família era de 3,29.
Per edats la població es repartia de la següent manera: un 29,8% tenia menys de 18 anys, un 6,4% entre 18 i 24, un 27% entre 25 i 44, un 26,6% de 45 a 60 i un 10,2% 65 anys o més.
L'edat mediana era de 40 anys. Per cada 100 dones de 18 o més anys hi havia 103,9 homes.
La renda mediana per habitatge era de 66.944 $ i la renda mediana per família de 67.083 $. Els homes tenien una renda mediana de 48.036 $ mentre que les dones 25.139 $. La renda per capita de la població era de 36.301 $. Aproximadament el 2,8% de les famílies i el 2,6% de la població estaven per davall del llindar de pobresa.

## Poblacions més properes
El següent diagrama mostra les poblacions més properes.